# مضطرب (ترانه شان مندز)
«مضطرب» (انگلیسی: Nervous) ترانه‌ای از خواننده کانادایی شان مندز است. این ترانه توسط مندز، اسکات هریس و جولیا مایکلز نوشته شده و توسط تدی گایگر و مندز تهیه شده‌است. این ترانه در ۲۳ مه ۲۰۱۸ توسط آیلند رکوردز به عنوان پنجمین تک‌آهنگ از آلبوم شان مندز (۲۰۱۸) منتشر شد.